# タックル猛牛シリーズ
タックル猛牛シリーズ（タックルもうぎゅうシリーズ）は、貸本劇画において南波健二がデビュー後まもなく執筆した漫画作品。東京トップ社より刊行。主人公・タックル猛牛の人気が高くシリーズ化した。ギャグとシリアスが程よくブレンドされた冒険アクション漫画で、1960年代の青年層に受け入れられ、貸本向けの単行本で30巻を越すロングシリーズとなった。

## 登場人物
タックル猛牛
職業は一匹狼の私立探偵で、探偵事務所を営んでいる。危険な依頼を受けて、海外の事件に巻き込まれることも多い。頬の傷と黒のスーツがトレードマークで、巨体を生かし怪力と体当たりで敵を倒す。ジェームス・ボンドの影響が垣間見られ、銃捌きにも優れているヒーローだが、女性にはからきし弱い人情家である。